# Statue de la Mère-Patrie (Volgograd)
Pour les articles homonymes, voir Statue de la Mère-Patrie.
La statue de la Mère-Patrie (en russe : Родина-мать зовёт!, littéralement « La Mère-Patrie appelle ! ») est une statue monumentale érigée sur le kourgane Mamaïev à Volgograd (anciennement Stalingrad), qui fut, durant la bataille de Stalingrad, l'enjeu de combats acharnés et décisifs pour la chute du Troisième Reich en Europe.
Elle garde le pays (à l'époque l'URSS) et, avec son épée pointant vers le ciel, défie tous ceux qui oseraient s'attaquer à ses enfants. Cette œuvre de très grande dimension a été créée dans le style réaliste socialiste par le sculpteur Evgueni Voutchetitch (1908-1974), qui a été récompensé pour cette réalisation par la médaille de Héros du travail socialiste, à son achèvement en 1967.

## Histoire
Cette statue est une interprétation contemporaine de l'antique Victoire ou Niké. La construction du monument, due au sculpteur Evgueni Voutchetitch et à l'ingénieur Nikolaï Nikitine, sur un projet de l'architecte Iakov Bielopolski, a commencé en 1959 et a été terminée en 1967. Des restaurations importantes ont été menées en 1972 et en 1986.
La statue est haute de 85 mètres ; elle est composée de 5 500 tonnes de béton et 2 400 tonnes de métal. L'épée mesure 33 mètres et pèse 14 tonnes, tandis que la partie suspendue du châle (en porte-à-faux) pèse 250 tonnes. 
L'épaisseur de béton de la statue ne dépasse pas 25 à 30 centimètres. La rigidité de l'ensemble est assurée par une structure complexe de câbles internes tendus. L'épée était à l'origine en acier inoxydable et en feuilles de titane, mais sa tenue au vent a causé des inquiétudes, et elle a été remplacée en 1972 par une structure en acier inoxydable.
Au moment de son inauguration, le 15 octobre 1967, elle est la statue la plus haute du monde sans socle. Avec le socle, elle est alors deuxième, derrière la statue de la Liberté (États-Unis).

Comparatif de quelques-unes des plus hautes statues du monde (la statue de la Mère-Patrie est en quatrième position).

Autre monument militaire soviétique, le monument aux Défenseurs de l'Arctique soviétique pendant la Grande Guerre patriotique qui se trouve à Mourmansk, mesure quant à lui 35,5 mètres.